# Wojna polsko-czechosłowacka
Wojna polsko-czechosłowacka (cz. Sedmidenní válka, w tłumaczeniu wojna siedmiodniowa) – konflikt zbrojny o teren wysoce uprzemysłowionego Śląska Cieszyńskiego pomiędzy Czechosłowacją a II Rzeczpospolitą, który wybuchł pod koniec stycznia 1919 roku.
Konflikt był kulminacją napięcia wynikającego ze sprzecznego interesu obydwu państw. Strona czechosłowacka opierając się na argumentacji przynależności historycznej regionu dążyła do opanowania całego śląskiego (cieszyńskiego) przemysłu ciężkiego i strategicznego odcinka kolei koszycko-bogumińskiej, zapewniającej prawidłowe skomunikowanie Czech ze Słowacją w spodziewanym konflikcie z Węgrami. Równocześnie podobne roszczenia zgłaszała Polska w oparciu o granicę językowo-etniczną.
Nie na długo sytuację uspokoiła tymczasowa umowa lokalnych organów władzy z 5 listopada 1918, którą strona polska przyjęła ze względnym zadowoleniem i stanowiła podstawę dla podtrzymania roszczeń i utrzymania status quo, nie została uznana przez rząd czechosłowacki, który cały teren uznała za swój obszar suwerenności. Pobór do wojska miejscowej ludności „słowiańskiej” przez Polskę i rozpisanie wyborów do Sejmu na 26 stycznia 1919 oznaczałyby utrwalanie władzy przez Polskę na spornym obszarze Śląska Cieszyńskiego i stanowiły dla Czechosłowacji bezpośrednie casus belli przygotowywanej wcześniej wojny. Po bezskutecznym proteście czechosłowackiego rządu i próbie oszukania miejscowego polskiego organu władzy o alianckim nakazie wycofania się, Czesi zaatakowali część Śląska Cieszyńskiego kontrolowaną przez Polaków.
Armia czechosłowacka poczyniła szybkie postępy, zajmując do końca stycznia 1919 roku większą część Śląska Cieszyńskiego. Oddziały polskie dowodzone przez brygadiera Franciszka Latinika, osłabione z uwagi na zaangażowanie polskiej armii w wojnę z Ukraińcami, stanęły wobec liczniejszych i lepiej wyposażonych wojsk czeskich. Po tym jak podczas bitwy pod Skoczowem siły wyrównały się, a Polska skuteczniej broniła się na linii Wisły, głównodowodzący wojsk czechosłowackich, Josef Šnejdárek, wstrzymał pod wpływem napływających od kilku dni wzmożonych nacisków międzynarodowych działania wojenne.
Zbrojna interwencja Czechosłowacji doprowadziła do umiędzynarodowienia problemu rozgraniczenia Śląska Cieszyńskiego pomiędzy oba państwa na trwające od 18 stycznia konferencji pokojowej w Paryżu. Rezultatem wojny była określona w tzw. umowie paryskiej z dnia 3 lutego 1919 nowa linia demarkacyjna, która poszerzyła terytorium kontrolowane przez Czechosłowację. Ponad rok później granica ta została jeszcze bardziej przesunięta na korzyść Czechosłowacji, a powstałe w ten sposób Zaolzie, zamieszkane w większości przez Polaków, zostało wcielone do Czechosłowacji. Taki podział Śląska Cieszyńskiego był niesatysfakcjonujący przede wszystkim dla Polski, która przy najbliższej dogodnej okazji do jego odwrócenia wykorzystała sytuację Czechosłowacji po układzie monachijskim i dokonała aneksji Zaolzia w 1938 roku.

## Przyczyny i przygotowania do konfliktu
Po zakończeniu I wojny światowej zarówno Polska, jak i Czechy oraz Słowacja rozpoczęły proces kształtowania swoich państwowości. Polacy zorganizowali się politycznie i przejęli komendę wojskową w wyniku zamachu w austriackich koszarach w Cieszynie pod koniec października. 5 listopada 1918 roku w wyniku uzgodnień lokalnych rad: polskiej Rady Narodowej Księstwa Cieszyńskiego (na jej czele stali przywódcy miejscowych frakcji politycznych Józef Londzin, Tadeusz Reger, Jan Michejda) i czeskiej Krajowej Rady Narodowej dla Śląska (Zemský národní výbor pro Slezsko) teren Śląska Cieszyńskiego został tymczasowo podzielony głównie według kryterium etnicznego z zastrzeżeniem, że ostateczne rozgraniczenie terytorialne pozostawia się do rozstrzygnięcia przez rządy Polski i Czech. Umowa ta wydzielała polskiej administracji powiaty, które zamieszkałe były w większości przez ludność polskojęzyczną: bielski, cieszyński oraz większą część powiatu frysztackiego, a czechosłowackiej powiat frydecki i pozostałą częścią powiatu frysztackiego. Porozumienie nie miało rozwiązać konfliktu, po tymczasowym rozdzieleniu strefy wpływów o ostatecznym rozgraniczeniu miały zdecydować poszczególne rządy. Strona polska nie ukrywała jednak, że podział taki ją zadowala i dążyła do utrwalenia status quo. Etniczne kryterium podziału nie zostało jednak zaakceptowane przez rząd w Pradze, który przedstawiciele już wcześniej przedstawiali pretensje historyczne wobec całego regionu. W obu państwach występowały mocarstwowe ambicje do stworzenia możliwie największych obszarowo krajów i w tym celu używano wszelakich możliwych argumentów. Przedwojennymi celami politycznymi postawionymi Czechosłowacji przez Karla Kramářa, pierwszego czeskiego premiera, było dążenie do utworzenia silnego i rozległego państwa czeskiego w granicach historycznych, połączonego wspólną granicą z Rosją (jego ambicje obejmowały zajęcie południowej Polski, zachodniej Ukrainy, Śląska, Słowacji, Łużyc i północnej Austrii). Oprócz złóż węgla kamiennego w zagłębiu karwińskim i dobrze rozwiniętego przemysłu ciężkiego Śląska Cieszyńskiego (huta w Trzyńcu, zakłady przemysłowe w Boguminie), który czyniły region bardzo atrakcyjny dla obu państw, dla Czechów – w przeciwieństwie do Polski – ogromne strategiczne znaczenie miała również przecinająca strefę polską Kolej Koszycko-Bogumińska: najbardziej wydajna linia kolejowa łącząca Czechy ze Słowacją, która byłaby absolutnie niezbędna przy ewentualnym konflikcie z Węgrami. W miesiącach prowadzących do wojny strona czechosłowacka zaczęła prowadzić politykę kwestionowania umowy z 5 listopada. Czechosłowacja zaczęła również rozważać zbrojne rozwiązanie konfliktu i szukała w tym celu poparcia Francji. W publicznej retoryce komunikowała potrzebę zbrojnej interwencji w polskiej części regionu z powodu obserwowanego przez nich chaosu i bolszewizacji.
W strefie polskiej Polacy zaczęli m.in. od prześladowania zwolenników Śląskiej Partii Ludowej, aresztując ich aktywistów i zakazując działalności prasowej itd., których przywódca po zwolnieniu z aresztu zaczął współpracować z Czechosłowacją. Siłowym naciskiem zmuszała również Niemców do akceptacji polskich rządów. Niepokój wzmacniał trwający od czasów wojny niedobór dóbr i żywności. 28 listopada 1918 roku Naczelnik Państwa Polskiego Józef Piłsudski wydał dekret o wyborach do Sejmu Ustawodawczego na dzień 26 stycznia 1919 roku. Ustanowiony dekretem okręg wyborczy nr 35 obejmował na Śląsku Cieszyńskim obszar zgodny z granicą z porozumienia z 5 listopada: miasto Bielsko, powiat bielski, cieszyński i frysztacki bez gmin: Orłowa, Dziećmorowice, Pietwałd, Łazy, Sucha Średnia i Dolna. W połowie grudnia 1918 Józef Piłsudski wysłał do prezydenta Czech Tomáša Masaryka oficjalny list z prośbą o rozwiązanie konfliktu drogą negocjacji, który nie doczekał się odpowiedzi. Czesi obsadzili wojskiem Spisz i Orawę. Przez stronę polską zostało to odebrane jako wzrost napięcia i skłoniło ją to do obsadzenia linii demarkacyjnej z 5 listopada wojskiem i milicją 17 grudnia. Dzień później armia czechosłowacka zajęła dawną stolicę Śląska Austriackiego, Opawę, po czym czeska Rada Narodowa została zredukowana do roli doradczej Władze czeskie w Pradze rozpoczęły przygotowania do konfliktu zbrojnego, m.in. koncentrację wojsk nad Ostrawicą, złożonych z żołnierzy rekrutujących się z legionów czechosłowackich walczących w czasie I wojny światowej na terenie Włoch i Francji, którzy powracali do kraju. 30 grudnia na naradzie w Orłowej przygotowywano urzędników do przejęcia kontroli w pozostałej części regionu. 7 stycznia członkowie ZNV i Rządu Krajowego otrzymali informację o zbliżającym się ataku. Starano się uzyskać akceptację interwencji przez Francję, najlepiej jej przywództwo, jednak bez odpowiedzi. Jednocześnie ZNV oznajmił w swym piśmie urzędowym do RNKC z 12 stycznia 1919 r., że uważa umowę listopadową za nieważną, ponieważ nie była zatwierdzona przez władzę centralną i obowiązywała ZNV, nie posiadającą obecnie mocy wykonawczej, tylko do momentu powstania Rządu Krajowego. 17 stycznia rząd Republiki jednomyślnie zaakceptował plan siłowego obsadzenia regionu, po czym odesłał do rządu w Warszawie skargę o niedotrzymywaniu umowy z 5 listopada. W tym czasie jednak odbywała się rekonstrukcja polskiego rządu, więc Czesi tymczasowo wstrzymali swoje plany. W sporządzonej 21 stycznia dla Polski nocie zażądali wycofania się polskiej administracji oraz oddziałów polskich z tego terenu. Nie została jednak Polsce przekazana.

## Konflikt zbrojny

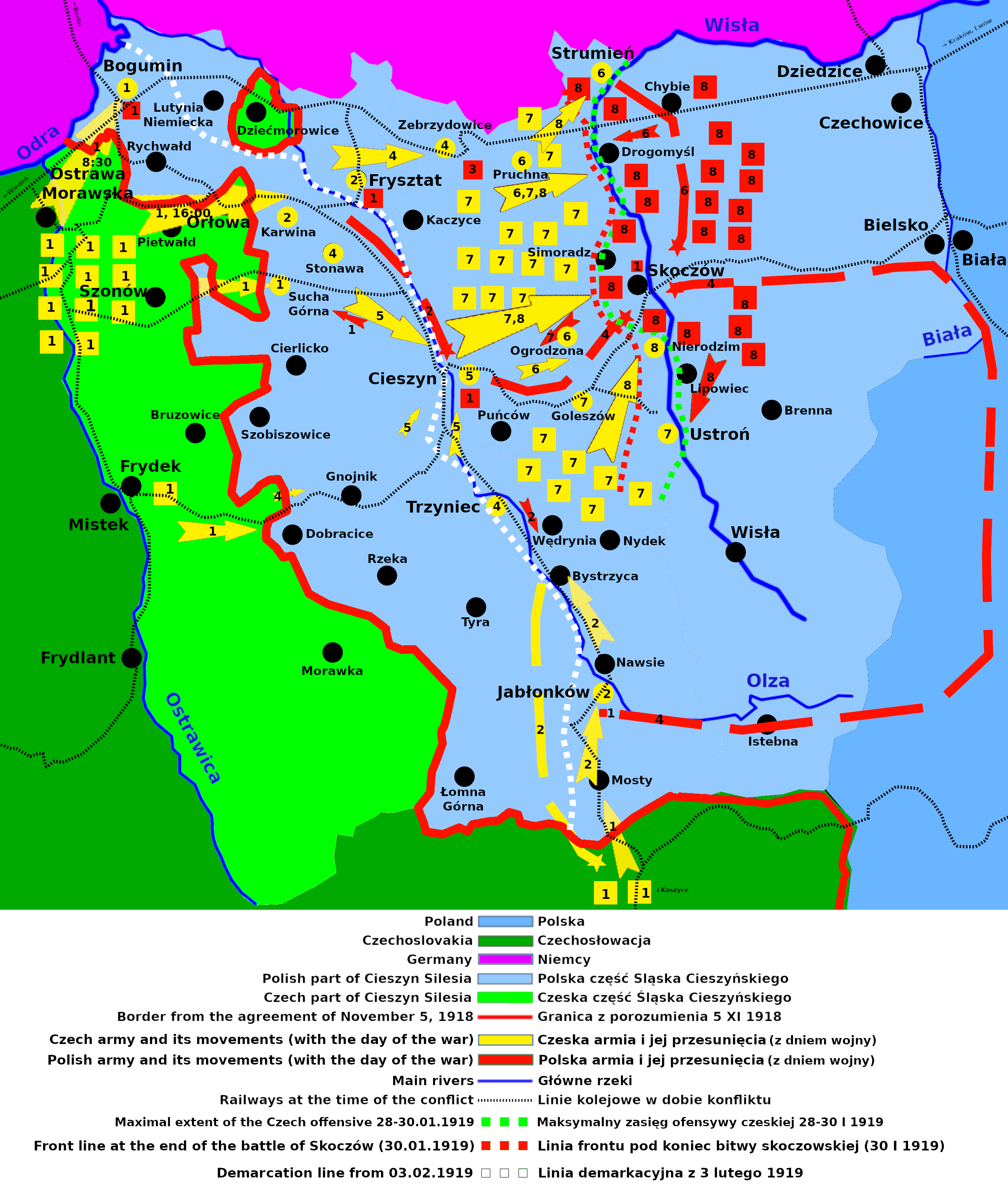
Mapa działań zbrojnych

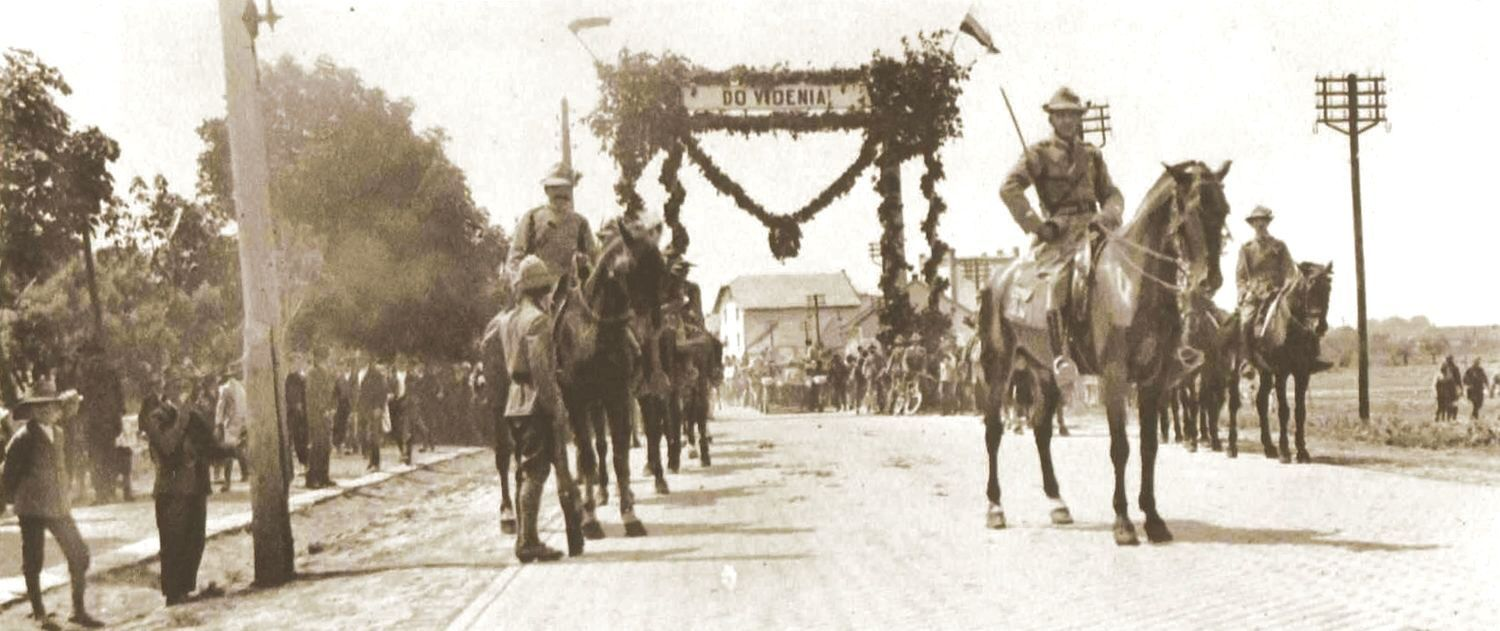
Czescy legioniści z Włoch na froncie w 1919

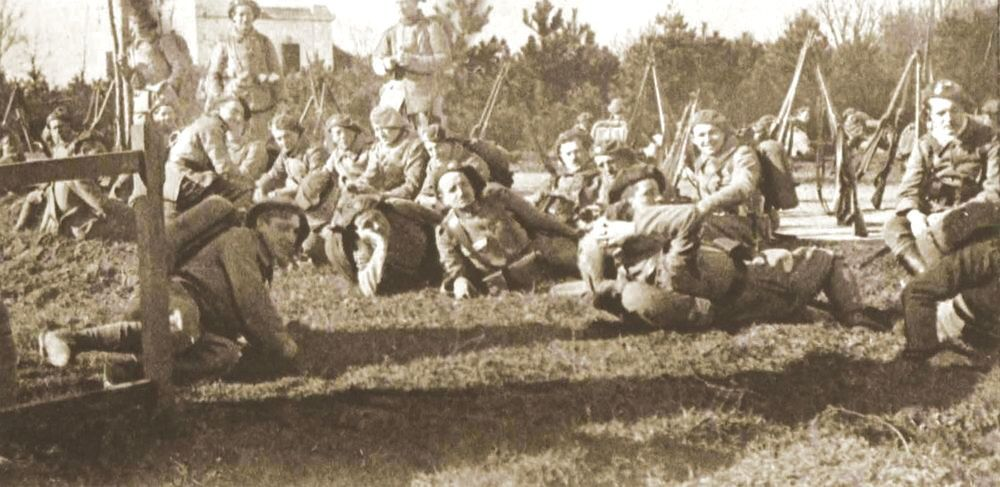
Czescy legioniści z Francji na froncie w 1919

Wykorzystując chaos panujący w Polsce w związku z organizowaniem się struktur państwowo-wojskowych, wojną polsko-ukraińską i powstaniem wielkopolskim, 23 stycznia 1919 roku, 3 dni przed polskimi wyborami parlamentarnymi, na rozkaz premiera Karla Kramářa i prezydenta Tomáša Masaryka, wojska czeskie, z pociągiem pancernym i artylerią (pod dowództwem płk. Josefa Šnejdarka), wkroczyły na Śląsk Cieszyński.
W pierwszym dniu ofensywy Czesi zdobyli Bogumin oraz kopalnie w polskiej części Zagłębia Karwińskiego. Naprzeciw regularnej armii czechosłowackiej stanęły improwizowane oddziały ochotnicze złożone z miejscowych górników i polskiej młodzieży szkolnej, dowodzonej przez pułkownika Franciszka Latinika. Pomimo oporu, wobec ogromnej przewagi przeciwnika te nieliczne oddziały polskiej samoobrony liczące ok. 1,5 tys. Czesi zaczęli spychać w kierunku Cieszyna. Pomimo uzupełnień przez ochotników nadchodzących z terenów Polski oraz wzroście liczby obrońców do ok. 3 tys. oddziały polskie sukcesywnie spychane były w stronę Wisły.
Od samego początku szeregi polskich obrońców zasilali licznie członkowie robotniczej milicji. Nie mieli oni jednak dostatecznej ilości broni, a dowodzący polską obroną płk. Franciszek Latnik początkowo odmówił wydania im broni, a uległ pod presją por. Klemensa Matusiaka. Milicjanci wykazali się m.in. w obronie Przełęczy Jabłonkowskiej (opóźniono jej utratę o cały dzień), Zagłębia Karwińskiego (rankiem 24 stycznia po spontanicznej obronie Karwiny po wycofaniu się stamtąd pododdziałów 12 Pułku Piechoty wielu milicjantów i górników zostało rozstrzelanych lub powieszonych przez Czechów) i Istebnej.
24 stycznia Czesi zajęli Karwinę, Suchą i Jabłonków, a o świcie 26 stycznia natarli na znajdujący się między Zebrzydowicami i Kończycami Małymi 60-osobowy oddział kpt. Cezarego Hallera (brata gen. Józefa Hallera). W czasie tych walk kpt. Cezary Haller został śmiertelnie ranny. Około godz. 8 czeskie natarcie powstrzymała dopiero polska kompania piechoty z Wadowic pod dowództwem por. Kowalskiego. Około południa wojska czeskie natarły na Stonawę, z której Polacy musieli się wycofać na skutek braku amunicji. Po uzupełnieniu jej podjęli nieskuteczną próbę odbicia miasta. W natarciu na czeskie pozycje zginęło ok. 75% polskiej kompanii. Pozostałych kilkunastu żołnierzy wziętych do niewoli Czesi wymordowali, zakłuwając ich bagnetami. Z odsieczą w rejon walk przybyły polskie posiłki pchor. Królikowskiego, którzy kontratakiem spieszonych szwoleżerów odzyskali utracony teren i zatrzymali czeskie natarcie na tym odcinku frontu. W związku z ponawianymi atakami czeskimi od strony lewej flanki w rejonie Suchej Górnej i Olbrachcic, bronionej przez 30 miejscowych milicjantów ppor. Pawlasa, pułkownik Latinik ok. godz. 17.00 wydał rozkaz wycofania wojsk na linię Wisły i opuszczenia oskrzydlonego Cieszyna. 27 stycznia Czesi posuwali się na wschód ostrożnie, po zajęciu Cieszyna wysłali patrole do Ogrodzonej.

Natychmiast po wejściu do miasta wywiesili Czesi na wieży ratuszowej chorągiew o czeskich kolorach narodowych. Zaraz też pozdzierano wszystkie orły polskie przyczem żołnierze czescy orły te deptali, pluli na nie i rzucali do Olzy”. – redaktor „Dziennika Cieszyńskiego”, Władysław Zabawski

W dniach 28–30 stycznia doszło do kulminacji walk na linii Wisły w tak zwanej bitwie pod Skoczowem. Między innymi z powodu nacisku Ententy nastąpiło zawieszenie broni. Ostatecznie maksymalny zasięg ofensywy czeskiej sięgał mniej więcej linii Wisły począwszy od Strumienia na północy, nieudanie forsując Wisłę w rejonie Drogomyśla i Ochab. Po zajęciu Nierodzimia wkroczyli do Ustronia i krótkotrwale przekroczyli również Wisłę w Lipowcu, z których to miejscowości zostali przed końcem bitwy wyparci lub wycofali się. Do rzeki nie dotarli jedynie w Skoczowie, skąd polskie wojsko dokonywało ostrzału artyleryjnego. Czeskie wojska zatrzymały się na linii Wisły, co nie oznaczało, że Czechosłowacja zrezygnowała z włączenia całego Śląska Cieszyńskiego. Czesi zgodzili się przystąpić do negocjacji. 3 lutego podpisano polsko-czeski układ o tymczasowej granicy na Śląsku Cieszyńskim, w myśl którego ustalono nową linię demarkacyjną mniej więcej wzdłuż linii Kolei Koszycko-Bogumińskiej, w ten sposób, że kontrolę nad jej odcinkiem na północ od Cieszyna otrzymała Czechosłowacja, a na południe Polska. Strona czeska uzyskała w ten sposób południowo-zachodnie części powiatów Frysztat i Cieszyn, kontrolowanych przed inwazją przez Polskę). Strona czeska ociągała się w realizacji postanowień tej umowy, m.in. pozostając obecną po polskiej stronie nowej linii demarkacyjnej. Przeciągające się negocjacje w sprawie wycofania się wojsk czeskich były kilkakrotnie przerywane ponownym otwarciem ognia przez żołnierzy czeskich na słabsze oddziały polskie (ostatnia taka wymiana ognia miała miejsce pomiędzy 21–24 lutego). Po wielokrotnych interwencjach mocarstw zachodnich Czesi wycofali się w końcu na nową (korzystniejszą dla nich od linii z 5 listopada) linię demarkacyjną. 25 lutego wojsko polskie ponownie wkroczyło do wschodniego Cieszyna – zachodnia część miasta, po drugiej stronie Olzy, pozostała przy Czechach. W następujących po tym rokowaniach do ich końcowej fazy strona czeska nie rezygnowała z granicy co najmniej na linii Wisły, w ten sposób uzyskując głębię strategiczną i obejmując miejscowości zdominowane przez wrogą Polsce i przez to bardziej przychylną Czechosłowacji ludność ślązakowską.
Walki żołnierzy polskich o Cieszyn i Skoczów zostały upamiętnione na Grobie Nieznanego Żołnierza w Warszawie napisem na jednej z tablic po 1990 r. „CIESZYN – SKOCZÓW 23 – 26 I – 1919”.

### Zbrodnie wojenne
Podczas konfliktu wojsko czeskie dopuściło się zdaniem Polaków zbrodni na polskich jeńcach wojennych oraz na ludności cywilnej. Najgłośniejszą z nich była zbrodnia w Stonawie dokonana 26 stycznia 1919 r., gdzie według wspomnień polskich żołnierzy Czesi zakłuli bagnetami kilkunastu wziętych do niewoli jeńców z 12 pułku piechoty, przy czym przynajmniej dla części domniemanych ofiar przeczą temu zachowane zdjęcia, na których nie widać śladów bagnetów. W sposób niewyjaśniony zginęli również jeńcy w Bystrzycy oraz cywile w Karwinie, o których zabójstwo strona polska oskarżyła wojsko czeskie. Bojówki uzbrojonych Czechów oraz czeskiej żandarmerii zamordowały również kilkudziesięciu polskich działaczy narodowych, a kilka tysięcy Polaków zostało zmuszonych do opuszczenia domów i ucieczki do Polski.
Czesi internowali ponad 250 osób, m.in. Zofię Kirkor-Kiedroniową z Grabskich, a Polacy 551, z których 39 zmarło w Dąbiu

## Dalszy rozwój konfliktu granicznego

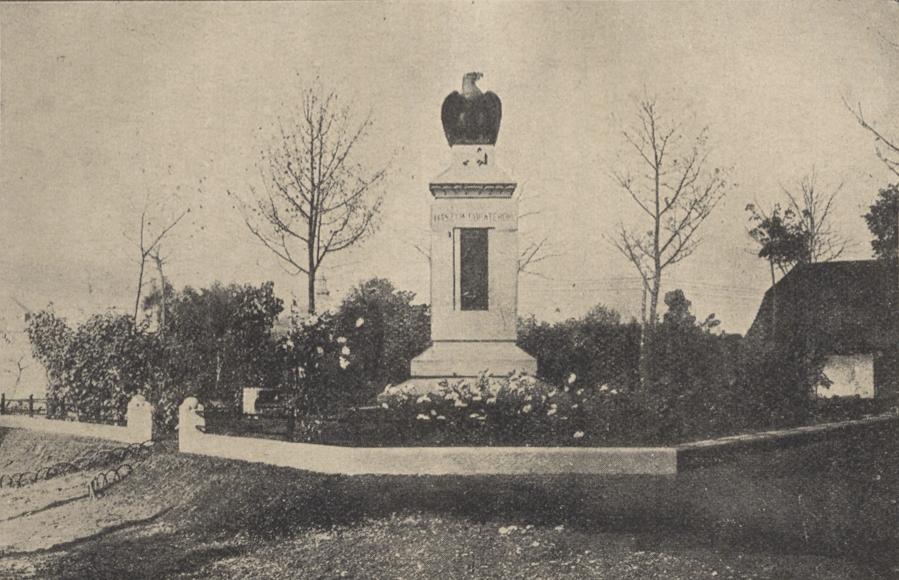
Pomnik ku czci poległych w obronie Śląska Cieszyńskiego 1918–1920 w Skoczowie autorstwa Jana Raszki

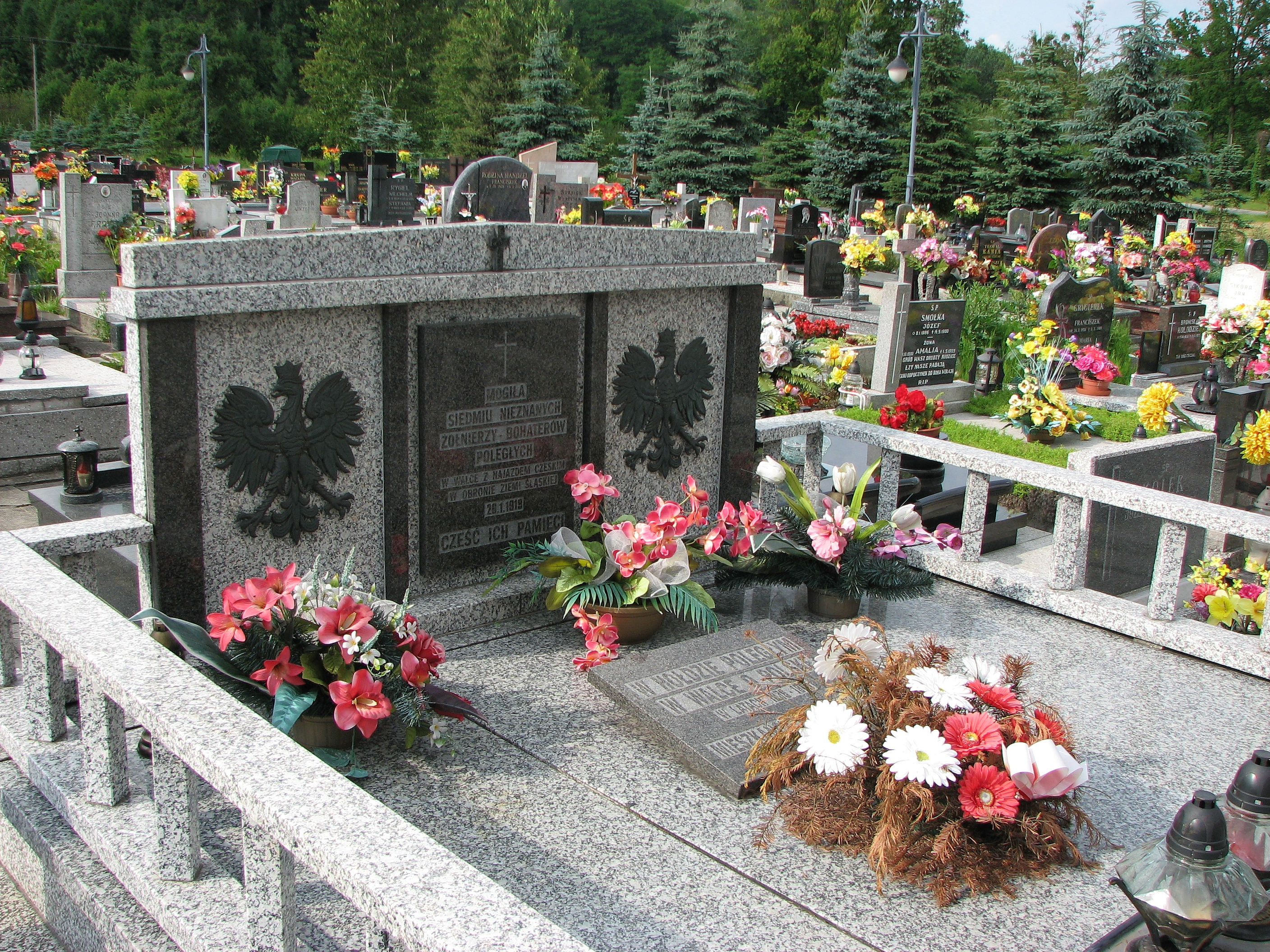
Pomnik i mogiła Polaków poległych podczas starć polsko-czeskich w 1919 roku na cmentarzu w Zebrzydowicach

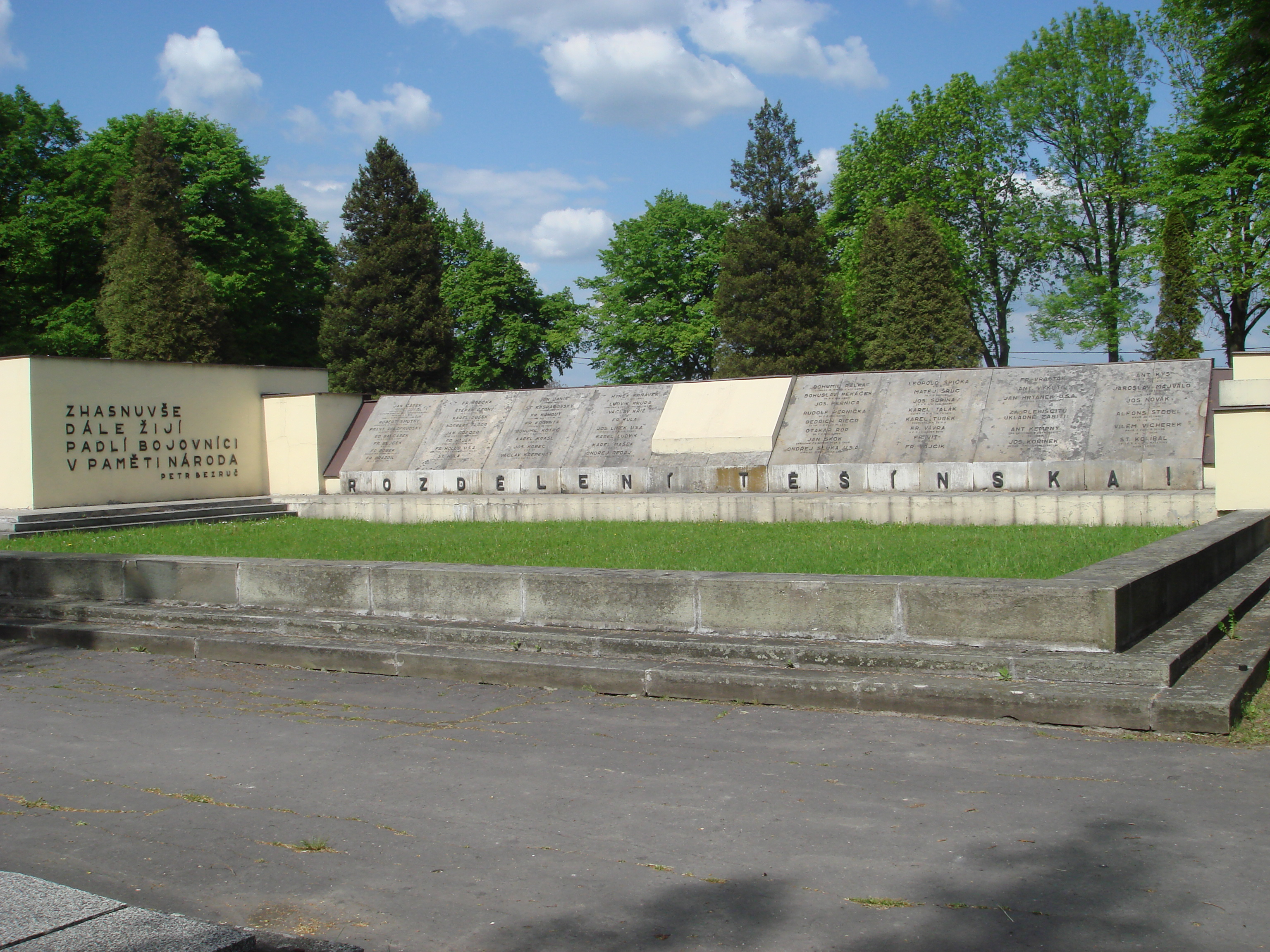
Pomnik poległych Czechów i Słowaków w Orłowej

Czechosłowacji powiódł się plan umiędzynarodowiena konfliktu, który stał się przedmiotem rozpoczętej 18 stycznia konferencji paryskiej. Potępiono jednak Czechosłowację za atak i złamanie umowy z 5 listopada. 3 lutego 1919 podpisano tam umowę, na którą władze czeskie zgodziły się pod naciskiem przedstawicieli Ententy. Ustanowiła ona nową, korzystniejszą dla Czechosłowacji, linię demarkacyjną. W Paryżu podjęto później również decyzję o przeprowadzeniu plebiscytu. Nigdy się on jednak nie odbył a granicę przeprowadzono arbitrażowym wyrokiem Rady Ambasadorów w lipcu 1920 roku.
Skutkiem konfliktu o Śląsk Cieszyński pomiędzy Polską a Czechosłowacją w latach 1919–1920 było dalsze i trwałe pogorszenie stosunków między krajami. Gdy tylko nadarzyła się do tego okazja Polska zaanektowała w 1938 Zaolzie, jednak w towarzystwie III Rzeszy, co bardzo źle odbiło się na reputacji międzynarodowej Polski. Powracający w 1938 wygnani wcześniej Polacy dokonywali również aktów zemsty za wydarzenia sprzed blisko dwudziestu lat.

## Cenzura w PRL
Tematyka związana z konfliktami polsko-czeskimi podlegała cenzurze w PRL, która usuwała wszelkie informacje na ten temat. Tomasz Strzyżewski w swojej książce o peerelowskiej cenzurze publikuje informacje na ten temat. W biuletynie przeznaczonym dla cenzorów z lipca 1974 roku Głównego Urzędu Kontroli Prasy, Publikacji i Widowisk informowano o ingerencji we wspomnieniowej książce P. Bobki Wspomnienia i zapiski wydanej przez lubelskie wydawnictwo LWS. Cenzura komunistyczna usunęła z książki wszelkie treści dotyczące tej tematyki: „Usunięto z niej fragmenty traktujące o dawnych antagonizmach między ludnością polską i czeską na Śląsku Cieszyńskim.”.